# Kassari
Kassari (deutsch Kassargen) ist eine Insel in der Ostsee. Sie liegt südlich der zweitgrößten estnischen Insel Hiiumaa. Kassari gehört zu den Moonsund-Inseln.

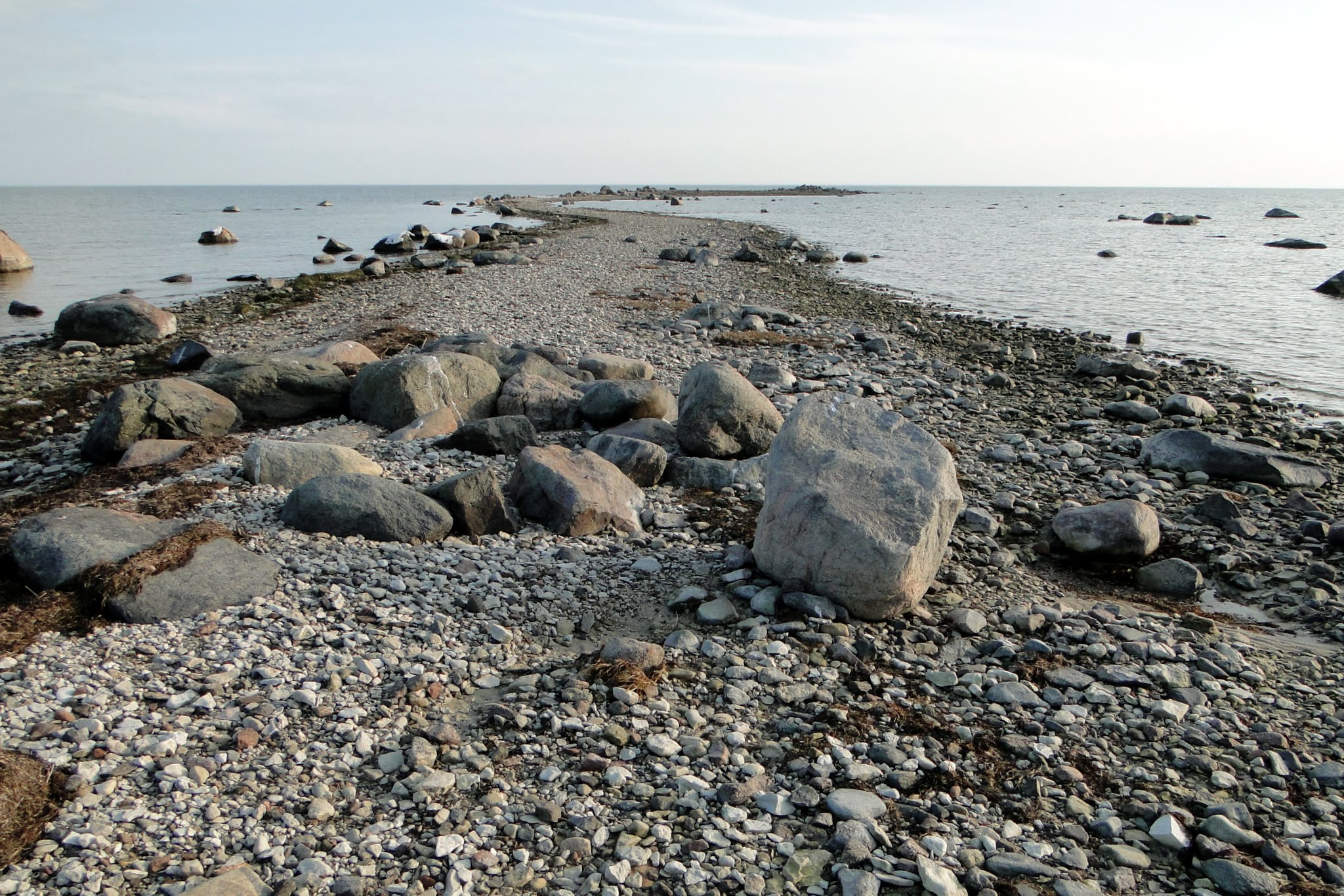
Die Landzunge auf Kassari

## Beschreibung und Geschichte
Die Gesamtfläche der Insel beträgt 19,3 km². Die Küstenlinie ist 59 km lang. Die Insel entstand erst vor ca. 3.000 Jahren aus dem Meer. Der höchste Punkt liegt heute bei 15 m über dem Meeresspiegel.
Kassari ist mit Hiiumaa durch zwei Dämme verbunden.
Kassari wurde erstmals 1564 als Kaskesara urkundlich erwähnt. Heute gehört sie verwaltungsmäßig zur Landgemeinde Hiiumaa. Auf Kassari leben dauerhaft etwa 300 Menschen in den vier Dörfern Esiküla, Kassari, Orjaku und Taguküla. In Orjaku befindet sich seit Beginn des 19. Jahrhunderts ein fester Hafen, der heute als Jachthafen dient. Ein Heimatmuseum erzählt die Geschichte der Insel.
Auf der Insel gibt es ein der finnischen Schriftstellerin Aino Kallas (1878–1956) gewidmetes Museum. Kallas war Kassari eng verbunden und nutzte ihre Sommeraufenthalte auf Kassari und Hiiumaa für ihr belletristisches Schaffen.